# Humbertioturraea
Humbertioturraea es  un género de árboles con 9 especies descritas y de estas, solo 7 aceptadas, pertenecientes a la familia Meliaceae. Es originario de Madagascar. 

## Taxonomía
El género fue descrito por Jean-François Leroy y publicado en Comptes Rendus Hebdomadaires des Séances de l'Académie des Sciences 269: 2322. 1969. La especie tipo es: Humbertioturraea seyrigii J.-F.Leroy. 

## Especies aceptadas
A continuación se brinda un listado de las especies del género Humbertioturraea aceptadas hasta enero de 2013, ordenadas alfabéticamente. Para cada una se indica el nombre binomial seguido del autor, abreviado según las convenciones y usos.
- Humbertioturraea baronii (C. DC.) Cheek
- Humbertioturraea decaryana (Danguy) Cheek
- Humbertioturraea grandidieri (Baill.) Cheek
- Humbertioturraea maculata (Sm.) Cheek
- Humbertioturraea malifolia (Baker) Cheek
- Humbertioturraea rhamnifolia (Baker) Cheek
- Humbertioturraea ripicola (C. DC.) Cheek